# Герб Малави
Герб Малави представляет собой дважды пересечённый щит; глава трижды волнисто пересечена на лазурь и серебро; в червлёном поясе — золотой идущий лев с золотым вооружением и языком; в чёрной оконечности — половина золотого восходящего солнца с семью золотыми лучами; серебряный турнирный шлем с золотым, подбитым червленью намётом, золото-червлёным бурлетом и нашлемником, в виде орлана-крикуна естественного цвета с расправленными вниз крыльями, закрывающего на три четверти взошедшее из вод золотое солнце с пятнадцатью золотыми лучами; щит поддерживают восстающие смотрящие впрямь лев и леопард естественного цвета, стоящие на основании в виде гора Муланье естественного цвета, у подножия которой — золотая лента с национальным девизом на английском языке «Единство и Свобода» (англ. Unity and Freedom).

## Символика
Герб Малави описывается следующим образом:
Для герба: волнистые лазурные, серебряные и черные полосы на красном фоне, идущий лев, а в основании — восходящее солнце или: и для нашлемника: на венке или черных полосах на воде волнистые лазурные и серебряные полосы перед восходящим солнцем или восходящим орлом-рыбой, и для щитодержателей: на правой стороне лев, а на левой стороне — леопард, оба охраняющие, на отсеке, представляющем гору Мланье, вместе с этим девизом: Единство и Свобода.
Щит держат две фигуры (опоры в геральдической терминологии ) в виде льва и гепарда в их естественных цветах. На нем изображен шлем с венком и ламбрекеном из золота и красных лент, увенчанный гребнем в виде волн лазурного и серебряного цветов, скопа и солнце, изображенные в золоте и расположенные позади орла.
Внизу, перед скалами, символизирующими горы Мланье, на ленте написан национальный девиз: Единство и свобода .
Две фигуры, олицетворяющие солнце, символизируют рождение свободы для Африки. Скопа и волны, изображенные на гребне и первой четверти, символизируют озеро Малави.
В нем использованы некоторые элементы гербов британского протектората Ньясаленда (1907-1953) и Федерации Родезии и Ньясаленда (1953-1963).

## Галерея

Британский протекторат в Центральной Африке (1893–1907)
Ньясаленд (1914–1925)
Ньясаленд (1925–1964)
Федерация Родезии и Ньясаленда (1953–1963)